# Carpen
Carpen es una comuna ubicada en el distrito de Dolj, Rumania.

## Superficie
Posee una superficie de 62,69 kilómetros cuadrados.

## Demografía
Hasta 2021 la población era de 2063 habitantes, con una densidad de población de 32,91 habitantes por kilómetro cuadrado.